# Vida de Jesucrist
Vida de Jesucrist ("Vita di Gesù Cristo") è un trattato scritto a Valencia dallo scrittore e religioso Francesc Eiximenis. Datata dallo studioso Albert Hauf al 23 giugno 1403, la versione originale è in lingua catalana.
Lo scrittore dedicò il libro all'amico Pere d'Artés, Cancelliere dello Scacchiere della Corona d'Aragona, al quale già aveva dedicato il testo Llibre dels àngels. Secondo quanto indicato da Eiximenis stesso nel sesto capitolo della prefazione, fu lo stesso Cancelliere dello Scacchiere a proporre al religioso francescano di redigere il libro in catalano e non in latino.

## Struttura e contenuto
L'opera è composta di 691 capitoli e si suddivide in dieci libri (o trattati), l'ultimo dei quali si suddivide a sua volta in sette sottotrattati.
Il testo appartiene al genere delle Vitae Christi medievali (in italiano "Vita di Gesù Cristo"), genere che trova il suo massimo compimento nell'opera Vita Christi di Ludolfo di Sassonia. Tale genere letterario non si limita ad esporre semplici biografie, ma le somma a storie, a commentari tratti dai Padri della Chiesa, a dissertazioni dogmatiche e morali, ad istruzioni spirituali ed a meditazioni e preghiere in relazione con la vita di Cristo, dalla sua nascita fino all'ascensione. Inoltre, nel caso della Vida de Jesucrist di Eiximenis, a quanto sopra menzionato s'aggiunge anche l'influenza della formazione scolastica dell'autore, nonché l'influenza da fonti non riconosciute dal Magistero quali i vangeli apocrifi.

### Volumi non scritti delLo Crestià
All'interno de La vita di Gesù Cristo possiamo ritrovare numerosi parti e temi che potrebbero corrispondere, al pari di quanto presente in altre opere di Eiximenis, a volumi non scritti destinati a comporre il più ampio testo Lo Crestià ("Il cristiano"). In particolare, il terzo trattato de La vita di Gesù Cristo potrebbe corrispondere al nono volume del Lo Crestià, avente come tema l'Incarnazione di Cristo.
Il primo trattato della Vita Christi tratta il tema della predestinazione (oggetto del quarto volume del Lo Crestià) ed aveva l'intenzione d'approfondire anche il tema delle sette beatitudini evangeliche delle quali si parla nel settimo trattato. L'autore espone anche dettagliatamente due dei sette sacramenti: il battesimo, facendo riferimento al battesimo di Cristo, e l'eucaristia, con riferimento all'Ultima Cena. Infine, il decimo trattato dell'opera tratta di temi apocalittici ed escatologici, ai quali è dedicato il tredicesimo volume del Lo Crestià.

### Stile e influssi
La Vita Christi riflette la tendenza contemplativa caratterizzante i successivi lavori di Eiximenis. Come asserito nel prologo del trattato infatti, l'intenzione delle pagine è quella di "scaldare" i fedeli nell'amore di Cristo e nella sua devozione. Il testo è inoltre carico di devozione mariana, tipica della scuola francescana, con numerosi capitoli dedicati alla Madre di Dio, i quali la rendono, al pari di Cristo, protagonista di questo libro.
Sembra che quest'opera dovesse essere inclusa nella tradizione delle Meditationes Vitae Christi ("Meditazioni sulla vita di Gesù Cristo") dello Pseudo-Bonaventura e che fosse influenzata dall'opera del francescano italiano Ubertino da Casale.

## Traduzioni, edizioni e trascrizioni
L'opera venne tradotta in lingua spagnola e francese. La traduzione spagnola, mancante dei due ultimi trattati, fu stampata il 30 aprile 1496 dagli stampatori tedeschi Meinard Ungut e Johannes Pegnitzer e si tratta del primo libro stampato a Granada. La stampa del libro avvenne su richiesta di Hernando de Talavera, primo arcivescovo di Granada dopo la sua Reconquista nel 1492 ad opera dei Re Cattolici, confessore d'Isabella di Castiglia e profondo ammiratore dell'opera e della figura di Francesc Eiximenis.
Albert Hauf trascrisse i cinque primi trattati e li aggiunse, come appendice, alla sua tesi di laurea, ma la trascrizione non fu mai stampata. Non esiste, dunque, nessuna edizione moderna dell'opera.

## Influenza posteriore
Come ha dimostrato Josep Romeu i Figueras, il mistero dell'assunzione della Cattedrale di Valencia (databile intorno all'anno 1425) s'ispira direttamente a quest'opera di Eiximenis.

## Edizioni digitali

### Manoscritti
- Edizione nella Biblioteca Virtual Joan Lluís Vives (Biblioteca Virtuale Joan Lluís Vives) dei manoscritti 459 e 460 della Biblioteca della Catalogna.
- Edizione nelle opere complete di Francesc Eiximenis on line del manoscritto 209 della Biblioteca Universitaria di Valencia.

### Incunaboli
- Edizione nella Biblioteca Digital Hispánica (Biblioteca Digitale Hispanica) dell'edizione incunabola della traduzione allo spagnolo impressa per Meinard Ungut e Johannes Pegnitzer (Granada, 30 aprile 1496).

### LaVida de Jesucristnelle opere complete in linea
- Opere complete di Francesc Eiximenis (in catalano ed in latino).